# Teodor Peterson
Pour les articles homonymes, voir Peterson.
Teodor Peterson, né le 1er mai 1988 à Umeå, est un fondeur suédois. Il s'impose comme l'un des meilleurs fondeurs dans la discipline du sprint dans les années 2010. Il a notamment remporté le petit globe de cristal du sprint en 2012 succédant à son compatriote Emil Jönsson. Il compte en Coupe du monde neuf podiums dont deux victoires individuelles et une victoire par équipes, toutes en sprint entre 2012 et 2013. En 2014, il devient vice-champion olympique de sprint.

## Biographie
Espoir du ski du fond suédois, il a participé aux championnats du monde juniors 2008 où ses meilleures performances restent une treizième place au relais masculin et une trente-et-unième place sur le 10 km classique.
Il fait ses débuts en coupe du monde en mars 2009 à Lahti avec une seizième place en sprint. C'est dans cette discipline qu'il y consacre ses préparations. Ses bonnes performances, quatre top 10 en début d'année 2010, lui permettent de s'octroyer une place pour les Jeux olympiques d'hiver de 2010 à Vancouver. Aux olympiades, il prend la quinzième place individuelle du sprint puis participe en compagnie de Marcus Hellner au relais du sprint en remplaçant Emil Jönsson, le numéro un suédois du sprint, malade, toutefois c'est une décevante quinzième place qu'il l'attend.
Lors de la saison 2011, il participe à seulement cinq épreuves de coupe du monde avec pour meilleure place une huitième en sprint à Otepää, cela lui permet de participer aux championnats du monde 2011 à l'épreuve du sprint. Alors que ses coéquipiers claquent un top 5 avec la victoire de Marcus Hellner, la troisième place d'Emil Jönsson et la cinquième place de Jesper Modin, Peterson termine à une modeste vingt-troisième place.
L'année 2012 débute sur les chapeaux de roue pour Peterson. Inattendu, il parvient le 25 novembre 2011 à remporter le sprint de Kuusamo d'un souffle devant Nikita Kriukov et Oystein Pettersen, puis remporte le 4 décembre 2011 à Düsseldorf une seconde victoire en relais du sprint avec Modin en s'imposant devant Petukhov grâce à sa fraîcheur. Ce second succès confirme le potentiel de Peterson. Le 11 décembre 2011, c'est un nouveau podium en sprint à Davos qu'il obtient où malgré un baroud d'honneur, il est vaincu par Petukhov. Quelques semaines plus tard, il finit victorieux du sprint libre de Moscou devant Anders Gløersen, puis prend deux autres deuxièmes places à Lahti, puis aux Finales à Stockholm.
Ainsi, dans le classement du sprint en Coupe du monde, il accumulé suffisamment de points pour finir premier et gagné son unique petit globe de cristal.
L'hiver suivant, il recule au quatrième rang dans ce classement, mais ajoute une troisième victoire dans l'élite à son palmarès à l'occasion du sprint classique à Liberec.

## Palmarès

### Jeux olympiques d'hiver
Teodor Peterson a pris part aux Jeux olympiques d'hiver dans deux épreuves en 2010 à Vancouver. Toutefois, il est bien loin du podium avec une 15e place en sprint relais et une 11e place en sprint. En 2014, il est vice-champion olympique en sprint libre derrière le Norvégien Ola Vigen Hattestad. Il est ensuite médaillé de bronze avec Emil Jönsson dans l'épreuve du sprint par équipes disputée en style classique.
| Épreuve / Édition   | Sprint                             | Sprint                           | 15 km                            | 15 km                            | Skiathlon 2 × 15 km | 50 km classique | Relais                              | Relais    |
| Épreuve / Édition   | libre                              | classique                        | libre                            | classique                        | Skiathlon 2 × 15 km | 50 km classique | Sprint                              | 4 × 10 km |
| JO 2010 Vancouver   | Épreuve inexistante à cette date   | 11e                              | —                                | Épreuve inexistante à cette date | —                   | —               | —                                   | —         |
| JO 2014 Sotchi      | Médaille d'argent, Jeux olympiques | Épreuve inexistante à cette date | Épreuve inexistante à cette date | —                                | —                   | —               | Médaille de bronze, Jeux olympiques | —         |
| JO 2018 Pyeongchang | Épreuve inexistante à cette date   | 9e                               | —                                | Épreuve inexistante à cette date | —                   | —               | —                                   | —         |

Légende :
- : deuxième place, médaille d'argent
- : troisième place, médaille de bronze
- : pas d'épreuve
- — : Non disputée par Teodor Peterson

### Championnats du monde
Teodor Peterson compte cinq participations aux Championnats du monde avec l'édition 2011 à Oslo où il prend une 16e place en sprint style libre derrière ses trois compatriotes : Marcus Hellner (1er), Emil Jönsson (3e) et Jesper Modin (5e), l'édition 2013, se classant quinzième du sprint classique, l'édition 2015, où il signe son meilleur résultat individuel avec une septième place au sprint classique, puis celles de 2017 et 2019.
| Épreuve / Édition           | Sprint                           | Sprint                           | 15 km                            | 15 km                            | Skiathlon 2 × 15 km | 50 km libre | Relais | Relais    |
| Épreuve / Édition           | libre                            | classique                        | libre                            | classique                        | Skiathlon 2 × 15 km | 50 km libre | Sprint | 4 × 10 km |
| Mondiaux 2011 Oslo          | 16e                              | Épreuve inexistante à cette date | Épreuve inexistante à cette date | —                                | —                   | —           | —      | —         |
| Mondiaux 2013 Val di Fiemme | Épreuve inexistante à cette date | 15e                              | —                                | Épreuve inexistante à cette date | —                   | —           | —      | —         |
| Mondiaux 2015 Falun         | Épreuve inexistante à cette date | 7e                               | —                                | Épreuve inexistante à cette date | —                   | —           | 9e     | —         |
| Mondiaux 2017 Lahti         | 24e                              | Épreuve inexistante à cette date | Épreuve inexistante à cette date | —                                | —                   | —           | 8e     | —         |
| Mondiaux 2019 Seefeld       | 44e                              | Épreuve inexistante à cette date | Épreuve inexistante à cette date | —                                | —                   | —           | -      | —         |

Légende :
- : pas d'épreuve
- — : Non disputée par Teodor Peterson

### Coupe du monde
- Meilleur classement général : 12e en 2012.
- 1 petit globe de cristal :
  - Vainqueur du classement du sprint en 2012.
- 13 podiums : 
  - 9 podiums en épreuve individuelle : 2 victoires, 4 deuxièmes places et 3 troisièmes places.
  - 4 podiums en épreuve par équipes : 1 victoire et 3 deuxièmes places

#### Courses par étapes
- Nordic Opening :
  - 3 podiums d'étape : 1 victoire et 2 troisièmes places.
- Finales : 1 victoire et 1 deuxième place.

#### Détail des victoires
Teodor Peterson remporte la première victoire individuelle en Coupe du monde, le 2 février 2012 en sprint style libre à Moscou. Il obtient une victoire d'étape lors du Nordic Opening en 2011 et une lors des Finales de Falun en 2014.
| Épreuve / Édition | Sprint | Sprint    |
| Épreuve / Édition | libre  | classique |
| 2011-12           | Moscou |           |
| 2012-13           |        | Liberec   |

#### Classements en Coupe du monde
Teodor Peterson compte un petit globe de cristal en sprint lors de la saison 2012 devant Nikolaï Morilov et Eirik Brandsdal.
| Saison / Épreuve | Général | Général | Distance | Distance | Sprint | Sprint | Tour de ski depuis 2007 | Finales depuis 2008 | Nordic Opening depuis 2011       |
| ---------------- | ------- | ------- | -------- | -------- | ------ | ------ | ----------------------- | ------------------- | -------------------------------- |
| Saison / Épreuve | Class.  | Points  | Class.   | Points   | Class. | Points | Tour de ski depuis 2007 | Finales depuis 2008 | Nordic Opening depuis 2011       |
| 2009             | 98e     | 35      | -        | -        | 53e    | 35     | -                       | 58e                 | Épreuve inexistante à cette date |
| 2010             | 36e     | 211     | -        | -        | 12e    | 211    | Ab.                     | 43e                 | Épreuve inexistante à cette date |
| 2011             | 82e     | 54      | -        | -        | 42e    | 54     | -                       | -                   | 75e                              |
| 2012             | 12e     | 617     | -        | -        | 1er    | 617    | Ab.                     | 41e                 | 50e                              |
| 2013             | 32e     | 274     | -        | -        | 4e     | 274    | -                       | Abandon             | 66e                              |
| 2014             | 20e     | 297     | -        | -        | 4e     | 297    | -                       | 33e                 | 82e                              |
| 2015             | 109e    | 29      | -        | -        | 55e    | 29     | -                       | Abandon             | 72e                              |
| 2016             | 36e     | 198     | -        | -        | 12e    | 198    | Abandon                 | 44e                 | 47e                              |
| 2017             | 28e     | 214     | 92e      | 11       | 12e    | 189    |                         | 31e                 | 24e                              |
| 2018             | 44e     | 135     | -        | -        | 15e    | 135    | -                       | 51e                 | 54e                              |
| 2019             | 47e     | 128     | 87e      | 9        | 24e    | 111    | Abandon                 | 27e                 | Abandon                          |
| 2020             | 38e     | 186     | -        | -        | 12e    | 186    | -                       | Abandon             | Abandon                          |

### Championnats du monde junior
Teodor Peterson a participé aux Championnats du monde junior 2008 sans y obtenir de grands résultats. Sa meilleure performance est sur le relais avec une 13e place.
| Épreuve / Édition    | Sprint | Sprint                           | 10 km                            | 10 km     | 20 km libre | Relais |
| Épreuve / Édition    | libre  | classique                        | libre                            | classique | 20 km libre | Relais |
| Mondiaux 2008 Malles | 39e    | Épreuve inexistante à cette date | Épreuve inexistante à cette date | 31e       | 54e         | 13e    |

### Coupe de Scandinavie
- 5 podiums, dont 2 victoires.

### Championnats de Suède
- Champion sur le sprint en 2012, 2013, 2014 et 2017.